# 木下俊忠
木下 俊忠（きのした としただ）は、安土桃山時代から江戸時代の武将。通称を出雲守、外記。号は宗連で、木下宗連とも称す。木下俊忠と木下出雲守を別人とする説や、宗連を名として宗連（むねつら）と読む説もある。

## 略歴
木下家定の子で、『尾張群書系図部集』では四男とするが、他系図では四男は俊定とされており、『寛政重修諸家譜』では「俊忠」の名はなく、「某 出雲守 外記 號宗連」として掲載されている。家定に「男六子あり」とする『野史』では俊忠は都合六男となっている。木下長嘯子の弟でもあるが、俊忠も宗連と号して文人として知られた。
『木下家譜』では生母を雲照院とするが、『寛政重修諸家譜』『尾張群書系図部集』では某氏とする。
豊臣秀吉・秀頼に仕え、馬廻となる。後には豊後国日出藩の厄介となった。『寛政譜』に「ゆえありて退身し」「閑居」とあるのは大坂の陣に参戦したためと思われる。『木下家譜』によると、大坂城を退出後に外記と改めて、宗連子と道号を称し、後には詠譽（詠誉）とした。高台院が没した寛永元年（1624年）に剃髪して、法名を良甫とし、中津に住んだという。
晩年の寛永14年（1637年）に中津藩主小笠原長次に戦乱で焼けた清水寺の復興を勧進したという。寛文5年（1665年）死去、享年83。 子息の新兵衛某は伯父・延俊に仕え、子孫は日出藩の藩士となった。
秀頼生存説の中には、この木下宗連を大坂城落城を逃げ延びた秀頼と見立てる説がある。